# Distretto di Kapong
Il distretto di Kapong (in thailandese: กะปง) è un distretto (amphoe) della Thailandia, situato nella provincia di Phang Nga.